# جون فرنسيس كيني
جون فرنسيس كيني (بالإنجليزية: John Francis Kinney)‏ هو كاهن كاثوليكي أمريكي، ولد في 11 يونيو 1937 في أويلوين في الولايات المتحدة.